# McCormackova reakce
McCormackova reakce je organická reakce používaná na přípravu organických sloučenin fosforu. Spočívá v kombinaci 1,3-dienu a zdroje R2P+ za vzniku fosfoleniového kationtu.
Jako příklad lze uvést reakci fenyldichlorfosfinu s isoprenem:
Reakce probíhá pericyklickým [2+4]-mechanismem. Vytvořené produkty je možné hydrolyzovat na fosfinoxidy. Dehydrohalogenací z nich vznikají fosfoly.